# Миланс дель Бош, Франсиско
Франсиско Миланс дель Бош (или дель Босх) (1769—1834) был испанским генералом. Он воевал в войне первой коалиции, а затем в Пиренейских войнах. После их окончания он предпринял несколько попыток свержения Фердинанда VII; все они окончились неудачей.

## Ранние годы
Родился в семье Рамона де Аркера и Рафаэлы Миланс дель Бош-и-Канал. Его родители были богатые фермеры.
Он поступил в испанскую армию кадетом. В феврале 1793 года он становится альфересом (примерно соответствует прапорщику) и участвует в войне в Пиренеях под командованием генерала Антонио Рикардоса против французов. В мае он стал лейтенант-альфересом (примерно соответствует званию второго лейтенанта) и был ранен в битве при Сьерра-Негра в ноябре 1794 года. В 1796 году он стал лейтенантом.

## Пиренейские войны
Позже Миланс дель Бош участвовал в Пиренейской войне 1807—1814 гг. Он состоял в Верховной хунте Каталонии и вместе с Жоаном Пау Кларос-и-Пресасом командовал нерегулярными каталонскими и валенсийскими лёгкими пехотными войсками — микелетами — во время блокады Барселоны. Участвовал в нападении на войска Филибера Гийома Дюэма, атаковавшие Жирону. За свои действия он получил звание генерала.
После обретения Пиренеями независимости и возвращения абсолютной монархии при Фердинанде VII Миланс дель Бош стал на сторону либералов.

## Борьба с монархией
После того, как Фердинанд VII казнил их бывших соратников Хуана Диаса Порлье (1815) и Франсиско Хавьера Мину (1817), в 1817 году Миланс дель Бош и генерал Луис де Ласи организовали пронунсиаменто — военный переворот, который отличается от типичного государственного переворота из-за его открытого противостояния действующему правительству. Генерал Ласи был быстро арестован и приговорён к смертной казни, что заставило Милана дель Боша бежать. Во время Либерального трёхлетия он вернулся в Каталонию, но после французской интервенции в Испанию, которая вновь восстановила абсолютизм, ему снова пришлось бежать. Он предпринял несколько последующих попыток свергнуть испанское правительство из своего укрытия в Восточных Пиренеях, прежде чем 3 июня 1829 года французские власти арестовали его в Ларок-де-Альбере, недалеко от испанской границы. Он начал своё последнее восстание в Эмпорде в 1830 году, но оно также не смогло собрать достаточное количество участников.
Миланс дель Бош был одним из первых известных масонов Барселоны.

## Семья
Он был дважды женат, первый раз на Мануэле Пухоль-и-Пастор, а второй на Франческе Маури-и-Комас. Один из его сыновей, Льоренс Миланс дель Бош-и-Маури, также был военным, участвовал в Первой карлистской войне и вместе с Жоаном Примом восстал против Бальдомеро Эспартеро. Внук Милана дель Боша, Хоакин Миланс дель Бош, стал высокопоставленным офицером испанской армии.